# Scandinavian Touring Car Championship 2015
Scandinavian Touring Car Championship 2015 var den femte upplagan av det skandinaviska standardvagnsmästerskapet STCC. Thed Björk vann förarmästerskapet och Volvo Cyan Racing vann teammästerskapet.

## Förare och team
| Bilmärke | Team                  | Nr | Förare            | Tävlingshelger |
| -------- | --------------------- | -- | ----------------- | -------------- |
| BMW      | WestCoast Racing      | 4  | Fredrik Larsson   | Alla           |
| BMW      | Sportpromotion        | 6  | Erik Jonsson      | Alla           |
| Dacia    | Dacia Dealer Team     | 20 | Mattias Andersson | Alla           |
| Kia      | Team Kia              | 6  | Kevin Aabol       | Alla           |
| Kia      | Team Kia              | 10 | Erik Johansson    | 1–5            |
| Kia      | Team Kia              | 28 | Rasmus Mårthen    | 5–7            |
| Kia      | Brovallendesign Kia   | 95 | Emelie Liljeström | 1, 3–4, 6      |
| Saab     | Team Tidö             | 3  | Richard Göransson | Alla           |
| Saab     | Team Tidö             | 8  | Roger Samuelsson  | Alla           |
| Saab     | PWR Racing Team       | 37 | Daniel Haglöf     | Alla           |
| Saab     | PWR Racing Team       | 93 | Emma Kimiläinen   | Alla           |
| Volvo    | Volvo Polestar Racing | 1  | Thed Björk        | Alla           |
| Volvo    | Volvo Polestar Racing | 11 | Fredrik Ekblom    | Alla           |
| Volvo    | Volvo Polestar Racing | 13 | Prins Carl Philip | 1-2, 4-7       |

## Tävlingskalender
| Omgång | Omgång | Datum           | Bana                      | Pole Position     | Snabbaste varv  | Vinnande förare   | Vinnande team         | Rapport  |
| ------ | ------ | --------------- | ------------------------- | ----------------- | --------------- | ----------------- | --------------------- | -------- |
| 1      | R1     | 8-9 maj         | STCC Volvo Race Skövde    | Thed Björk        | Thed Björk      | Thed Björk        | Polestar Racing       | Rapport  |
| 1      | R2     | 8-9 maj         | STCC Volvo Race Skövde    |                   | Thed Björk      | Thed Björk        | Polestar Racing       | Rapport  |
| 2      | R4     | 29-30 maj       | Anderstorp Raceway        | Richard Göransson | Thed Björk      | Thed Björk        | Polestar Racing       | Rapport  |
| 2      | R4     | 29-30 maj       | Anderstorp Raceway        |                   | Fredrik Larsson | Fredrik Larsson   | WestCoast Racing      | Rapport  |
| 3      | R5     | 25 juni         | Mantorp Park (kvällslopp) | Thed Björk        | Thed Björk      | Thed Björk        | Polestar Racing       | Rapport  |
| 3      | R6     | 25 juni         | Mantorp Park (kvällslopp) |                   | Thed Björk      | Fredrik Ekblom    | Polestar Racing       | Rapport  |
| 4      | R7     | 10-11 juli      | Falkenbergs Motorbana     | Fredrik Larsson   | Fredrik Larsson | Fredrik Larsson   | WestCoast Racing      | Resultat |
| 4      | R8     | 10-11 juli      | Falkenbergs Motorbana     |                   | Fredrik Larsson | Prins Carl Philip | Polestar Racing       | Resultat |
| 5      | R9     | 14-15 augusti   | Karlskoga Motorstadion    | Thed Björk        | Thed Björk      | Thed Björk        | Volvo Polestar Racing | Resultat |
| 5      | R10    | 14-15 augusti   | Karlskoga Motorstadion    |                   | Thed Björk      | Fredrik Ekblom    | Volvo Polestar Racing | Resultat |
| 6      | R11    | 11-12 september | Solvalla                  | Thed Björk        | Fredrik Larsson | Daniel Haglöf     | PWR Racing Team       | Resultat |
| 6      | R12    | 11-12 september | Solvalla                  |                   | Fredrik Larsson | Fredrik Larsson   | WestCoast Racing      | Resultat |
| 7      | R13    | 25-26 september | Ring Knutstorp            | Fredrik Ekblom    | Fredrik Ekblom  | Fredrik Ekblom    | Volvo Cyan Racing     | Resultat |
| 7      | R14    | 25-26 september | Ring Knutstorp            |                   | Fredrik Ekblom  | Fredrik Ekblom    | Volvo Cyan Racing     | Resultat |

## Slutställningar

### Förarmästerskapet
| Pos. | Förare                 | Deltävling | Deltävling | Deltävling | Deltävling | Deltävling | Deltävling | Deltävling | Deltävling | Deltävling | Deltävling | Deltävling | Deltävling | Deltävling | Deltävling | Deltävling | Deltävling | Deltävling | Deltävling | Deltävling | Deltävling | Deltävling | Poäng |
| Pos. | Förare                 | SKÖ ·      | SKÖ ·      | SKÖ ·      | AND ·      | AND ·      | AND ·      | MAN ·      | MAN ·      | MAN ·      | FAL ·      | FAL ·      | FAL ·      | KAR ·      | KAR ·      | KAR ·      | SOL ·      | SOL ·      | SOL ·      | KNU ·      | KNU ·      | KNU ·      | Poäng |
| Pos. | Förare                 | Q1         | R1         | R2         | Q2         | R3         | R4         | Q3         | R5         | R6         | Q4         | R7         | R8         | Q5         | R9         | R10        | Q6         | R11        | R12        | Q7         | R13        | R14        | Poäng |
| ---- | ---------------------- | ---------- | ---------- | ---------- | ---------- | ---------- | ---------- | ---------- | ---------- | ---------- | ---------- | ---------- | ---------- | ---------- | ---------- | ---------- | ---------- | ---------- | ---------- | ---------- | ---------- | ---------- | ----- |
| 1    | Thed Björk             | 2          | 1          | 1          | 2          | 1          | 4          | 3          | 1          | 2          | 4          | 3          | 11†        | 1          | 1          | 4          | 2          | 3          | 6          | 1          | 3          | 3          | 366   |
| 2    | Fredrik Ekblom         | 1          | 2          | Ret        | 3          | 3          | 2          | 1          | 3          | 1          | 1          | 2          | Ret        | 2          | 2          | 1          | 4          | 7          | 5          | 2          | 1          | 1          | 356   |
| 3    | Fredrik Larsson        | 5          | 5          | 2          | 4          | 2          | 1          | 2          | 2          | 4          | 2          | 1          | 8          | 4          | 4          | Ret        | 7          | 4          | 1          | 4          | 10         | Ret        | 268   |
| 4    | Richard Göransson      | 4          | Ret        | Ret        | 1          | 6          | 6          | 4          | 5          | 6          | 3          | 4          | 2          | 3          | 6          | 3          | 5          | 2          | 3          | 5          | 2          | 7          | 243   |
| 5    | Mattias Andersson      | 3          | 3          | 3          | 8          | 7          | 7          | 8          | 4          | 5          | 6          | 6          | 3          | 6          | 3          | 2          | 3          | 6          | 9          | 7          | 5          | 8          | 204   |
| 6    | Daniel Haglöf          | 6          | 4          | 5†         | 7          | 4          | 5          | 7          | 6          | 7          | 8          | 11†        | Ret        | 13         | 8          | Ret        | 1          | 1          | 2          | 9          | 11         | 2          | 174   |
| 7    | Emma Kimiläinen        | 7          | 6          | Ret        | 6          | 5          | 3          | 5          | 7          | 3          | 9          | 9          | 9          | 9          | 7          | 10†        | 6          | 5          | 4          | 3          | 4          | 6          | 158   |
| 8    | Erik Johansson         | 8          | Ret        | 4†         | 5          | 9          | 8          | 9          | 8          | 11†        | 5          | 5          | 4          | 7          | 5          | 6          |            |            |            |            |            |            | 94    |
| 9    | Kevin Aabol            | 13         | 8          | Ret        | 9          | 10         | 10         | 6          | 10         | 8          | 7          | Ret        | 5          | 10         | 12†        | Ret        | 8          | 9          | 6          | 10         | 6          | 4          | 71    |
| 10   | Carl Philip Bernadotte | 9          | 9          | Ret        | 11         | 8          | 9          |            |            |            | 10         | Ret        | 1          | 5          | 10         | 7          | 11         | 11         | 11         | 6          | 8          | 10         | 66    |
| 11   | Erik Johansson         | 10         | 7          | Ret        | 10         | Ret        | DNS        | 10         | 9          | 10         | 11         | 7          | 6          | 8          | Ret        | 9†         | 9          | 8          | DNS        | 8          | Ret        | 6          | 52    |
| 12   | Rasmus Mårthen         |            |            |            |            |            |            |            |            |            |            |            |            | 11         | 9          | 5          | 10         | 10         | 8          | 11         | 7          | Ret        | 24    |
| 13   | Roger Samuelsson       | 11         | 10         | 6†         | 12         | 11         | Ret        | 11         | 11         | 9          | 13         | 10         | 10         | 12         | 11         | 8          | 12         | 12         | 10         | 12         | 9          | 9          | 22    |
| 14   | Emile Liljeström       | 12         | Ret        | Ret        |            |            |            | DNS        | Ret        | Ret        | 12         | 8          | 7          |            |            |            | 13         | Ret        | 12         |            |            |            | 10    |

| Färg   | Tecken                 | Betydelse              |
| ------ | ---------------------- | ---------------------- |
| Guld   | 1                      | Segrare                |
| Silver | 2                      | Tvåa                   |
| Brons  | 3                      | Trea                   |
| Grön   | Placering (med poäng)  | Placering (med poäng)  |
| Blå    | Placering (utan poäng) | Placering (utan poäng) |
| Blå    | NC                     | Ej klassificerad       |
| Lila   | DNF                    | Avslutade ej           |
| Lila   | RET                    | Avbröt tävlingen       |
| Röd    | DNQ                    | Ej kvalificerad        |
| Röd    | DNPQ                   | Ej för-kvalificerad    |
| Röd    | DNA                    | Icke närvarande        |
| Svart  | DSQ                    | Diskvalificerad        |
| Vit    | DNS                    | Startade ej            |
| Vit    | WD                     | Drog sig ur            |
| Vit    | C                      | Racet inställt         |
| Blank  | DE                     | Deltog ej              |
| Blank  | EX                     | Utesluten              |

- † — Föraren gick ej i mål, men blev klassificerad för att ha kört över 70% av racedistansen.

### Teammästerskapet
| Pos. | Team                                    | SKÖ · | AND · | MAN · | FAL · | KAR · | SOL · | KNU · | Poäng |
| ---- | --------------------------------------- | ----- | ----- | ----- | ----- | ----- | ----- | ----- | ----- |
| 1    | Volvo Polestar Racing Volvo Cyan Racing | 111   | 103   | 123   | 71    | 123   | 69    | 123   | 723   |
| 2    | PWR Racing Team                         | 44    | 61    | 51    | 12    | 16    | 98    | 58    | 340   |
| 3    | Team Tidö                               | 23    | 42    | 32    | 55    | 45    | 44    | 40    | 281   |
| 4    | WCR BMW Dealer Team                     | 38    | 55    | 48    | 49    | 24    | 43    | 14    | 271   |
| 5    | Dacia Dealer Team                       | 45    | 16    | 26    | 34    | 43    | 25    | 22    | 211   |
| 6    | Team Kia                                | 20    | 24    | 19    | 53    | 28    | 12    | 22    | 178   |
| 7    | Sportpromotion                          | 8     | 1     | 4     | 17    | 10    | 6     | 16    | 62    |
| 8    | Brovallendesign Kia                     | 0     |       | 0     | 12    | 13    | 6     | 7     | 38    |